# Clanlieu
Clanlieu est une localité de Puisieux-et-Clanlieu et une ancienne commune française, située dans le département de l'Aisne en région Hauts-de-France.

## Toponymie
Clanlieu, ancienne ferme de la commune, est attesté sous les formes Territorium de Clainliu (1160) ; Clainleu (XIIe siècle) ; Curia de Clanliu (1167) ; Clemliu (1189) ; Clainlius (1232) ; Clamleu (1235) ; Clenliu (1236) ; Clanlius (1248) ; Clanleu (1247) ; Claileu (1248) ; Court de Clainlieu-dales-Puisiex (1273) ; Claimlieu (1293) ; Clamliu (1314).

## Histoire
La commune de Clanlieu a été créée lors de la Révolution française. Le 2 juin 1819, elle fusionne avec la commune voisine de Puisieux par ordonnance et la nouvelle entité prend le nom de Puisieux-et-Clanlieu.

## Administration
Jusqu'à sa fusion avec Puisieux en 1819, la commune faisait partie du canton de Sains-Richaumont dans le département de l'Aisne. Elle appartenait aussi à l'arrondissement de Vervins depuis 1801 et au district de Vervins entre 1790 et 1795. La liste des maires de Clanlieu est :
| Période                                  | Période | Identité | Étiquette | Qualité |
| ---------------------------------------- | ------- | -------- | --------- | ------- |
|                                          |         |          |           |         |
| Les données manquantes sont à compléter. |         |          |           |         |

## Démographie
Jusqu'en 1819, la démographie de Clanlieu était :
| 1793 | 1800 | 1806 | 1821 |
| ---- | ---- | ---- | ---- |
| 65   | 46   | 46   | 34   |